# Microsiphoniella acophorum
Microsiphoniella acophorum är en insektsart som först beskrevs av Smith, C.F. och Frank Hall Knowlton 1938.  Microsiphoniella acophorum ingår i släktet Microsiphoniella och familjen långrörsbladlöss. Inga underarter finns listade i Catalogue of Life.